# Motatán (paroisse civile)
Pour les articles homonymes, voir Motatan.
Motatán est l'une des trois paroisses civiles de la municipalité de Motatán dans l'État de Trujillo au Venezuela. Sa capitale est Motatán, chef-lieu de la municipalité.